# Elezioni europee del 2019 a Malta
Le elezioni europee del 2019 a Malta si sono tenute domenica 26 maggio per eleggere i 6 membri del Parlamento europeo spettanti a Malta.

## Risultati
| Liste  | Liste                            | Gruppo | Voti    | %     | +/-  | Seggi | +/-     |
| ------ | -------------------------------- | ------ | ------- | ----- | ---- | ----- | ------- |
|        | Partito Laburista (PLM)          | S&D    | 141.267 | 54,29 | 0,9  | 4     | 1       |
|        | Partito Nazionalista (PNM)       | PPE    | 98.611  | 37,90 | 2,12 | 2     | 1       |
|        | Imperium Europa (IE)             | -      | 8.238   | 3,17  | 0,49 | -     | Stabile |
|        | Partito Democratico (PDM)        | -      | 5.276   | 2,03  | -    | -     | -       |
|        | Alternativa Democratica (AD)     | -      | 1.866   | 0,72  | 2,23 | -     | Stabile |
|        | Alleanza per il Cambiamento (AB) | -      | 1.186   | 0,46  | 0,06 | -     | Stabile |
|        | Movimento Patrioti Maltesi (MPM) | -      | 771     | 0,30  | -    | -     | -       |
|        | Brain, not ego (BNE)             | -      | 323     | 0,12  | -    | -     | -       |
|        | Indipendenti                     | -      | 2.674   | 1,03  | -    | -     | -       |
| Totale | Totale                           | Totale | 260.212 |       |      | 6     |         |